# Krzysztof Czajkowski (lekarz)
Krzysztof Czajkowski (ur. 1956) – polski ginekolog, dr hab. nauk medycznych, profesor i kierownik II Katedry Położnictwa i Ginekologii Wydziału Lekarskiego Warszawskiego Uniwersytetu Medycznego.

## Życiorys
W 1981 ukończył studia medyczne w Akademii Medycznej w Warszawie. W 1997 r. habilitował się na podstawie pracy zatytułowanej Wapń, magnez fosfor nieorganiczny w ciąży powikłanej cukrzycą. W 2007 r. uzyskał tytuł profesora nauk medycznych. Został zatrudniony na stanowisku profesora nadzwyczajnego w II Katedrze i Klinice Położnictwa i Ginekologii na I Wydziale Lekarskim Warszawskiego Uniwersytetu Medycznego.
Piastuje funkcję profesora i kierownika II Katedry Położnictwa i Ginekologii Wydziału Lekarskiego Warszawskiego Uniwersytetu Medycznego i prezesa Polskiego Towarzystwa Medycyny Perinatalnej.
Był wiceprezesem Polskiego Towarzystwa Ginekologów i Położników i prodziekanem na I Wydziale Lekarskim Warszawskiego Uniwersytetu Medycznego.